# Roggspitze
Roggspitze – szczyt w Alpach Lechtalskich, części Północnych Alp Wapiennych. Leży w Austrii na granicy krajów związkowych Tyrol i Vorarlberg. Szczyt można zdobyć ze schroniska Stuttgarter Hütte (2305 m).
Pierwszego wejścia w 1877 r. dokonał Zudrell.